# Panc-Săliște
Panc-Săliște – wieś w Rumunii, w okręgu Hunedoara, w gminie Dobra. W 2011 roku liczyła 62 mieszkańców.